# Nord-Micro
Die Nord-Micro GmbH & Co. OHG  (vormals Nord-Micro AG & Co. OHG), Frankfurt am Main, gehört der Geschäftssparte Collins Aerospace der Raytheon Technologies an und stellt Kabinendruck-Regelsysteme sowie Belüftungssysteme (engl. Cabin Pressurization Systems and Ventilation Systems) für große Verkehrsflugzeuge her.

## Geschäftstätigkeit
Nord-Micro beschäftigt sich vorwiegend mit der Entwicklung, Herstellung und Reparatur von Produkten für kommerzielle Passagierflugzeuge. Das Unternehmen ist sowohl bei der Erstausrüstung als auch bei der Wartung im Kundendienst aktiv, wobei die Erbringung der Leistung überwiegend am Standort in Frankfurt erfolgt. Hauptkunden bei der Erstausrüstung sind dabei die beiden Weltmarktführer Airbus und Boeing.

## Geschichte
1964 wurde das Unternehmen als Reparaturgesellschaft für den Starfighter gegründet. 1983 wurde es durch Hamilton Sundstrand (United Technologies) übernommen.
Der Hessische Unternehmertag zeichnete Nord-Micro 2017 als "Hessen Champion" 2017 in der Kategorie Weltmarktführer aus. Im Geschäftsjahr 2018/19 überschritt das Unternehmen erstmals die Grenze von 200 Millionen mit über 500 Mitarbeitern.